# Альва, Марикармен
Мари́я дель Ка́рмен А́льва Прие́то (исп. María del Carmen Alva Prieto), более известная как Марика́рмен А́льва (исп. Maricarmen Alva; род. 24 февраля 1967, Лима) — перуанский юрист и политик, член политической партии «Народное действие». С 2021 года — председатель Конгресса Республики Перу.

## Биография
Родилась 24 февраля 1967 года в Лиме в семье с давними политическими традициями. Отец Марикармен, Мигель Альва Орландини в 1990—1992 годах был членом Палаты депутатов Конгресса от партии «Народное действие» (НД), лишился мандата после разгона Конгресса президентом Альберто Фухимори. Дядя (брат отца) — Хавьер Альва Орландини занимал целый ряд должностей в законодательной, исполнительной и судебной власти Перу, в частности в 1980—1985 годах был вице-президентом в администрации президента Перу и лидера НД Фернандо Белаунде Терри. Дед по отцовской линии, Хосе Фелипе Альва-и-Альва, был членом Сената от Кахамарки.
Окончила юридический факультет Университета Лимы, затем получила степень магистра государственного управления в Правительственном институте Университета Сан-Мартин-де-Поррес. Работала парламентским координатором и юристом Правового отдела Управления по нормализации социального обеспечения. Также работала консультантом Немецкой корпорации развития.
С начала 2000-х годов входит в руководство НД: была членом Национального исполнительного комитета партии, секретарём партии по избирательным вопросам, а также членом дисциплинарного трибунала. На выборах 2006 года входила в избирательный штаб кандидата в президенты от НД Валентина Паньягуа; одновременно баллотировалась на выборах в Конгресс от Центристского фронта (избирательной коалиции во главе с НД), но не была избрана.
На состоявшихся в 2010 году в Лиме муниципальных выборах была избрана депутатом совета округа Санта-Мария-дель-Мар, расположенного на юге перуанской столицы. После выборов была назначена заместителем мэра округа, совмещала оба поста до 2014 года.
На досрочных парламентских выборах 2020 года баллотировалась в Конгресс от НД, но вновь не была избрана.
На выборах 2021 года избрана членом Конгресса Республики Перу от Лимы. Вступила в должность 26 июля 2021 года, в тот же день была избрана председателем Конгресса.

## Семья
Замужем, имеет трёх сыновей.